# Reserva natural Rogen
La reserva natural Rogen (en sueco: Rogens naturreservat) es una reserva natural en el condado de Jämtland en Suecia. Forma parte de la red Natura 2000 de toda la UE.
La reserva natural se centra en el lago Rogen y es parte de una red más amplia de áreas de protección de la naturaleza que se extienden también al otro lado de la frontera con Noruega. El paisaje se caracteriza claramente por la morrena de Rogen, un tipo de morrena que lleva el nombre de la zona. Consiste en colinas bajas largas y sinuosas intercaladas con largos lagos. Además, grandes cantos rodados erráticos se extienden por la tierra.  En todas direcciones, las cimas de las montañas, partes de las montañas escandinavas, se elevan a aproximadamente 1000 m (3280,8 pies) . El pico más alto de la zona es Brattriet con una altitud de 1200 m (3937,0 pies) .  El paisaje se formó durante la última Edad de Hielo y ha sido descrito como "laberíntico".

## Fauna
La reserva natural tiene una rica fauna. La nutria europea, el lince euroasiático, el oso pardo y el glotón habitan la reserva natural. Se han visto aves como el águila real, el colimbo de garganta negra, el buitre de patas ásperas y el águila pescadora. Además, las aguas de los numerosos lagos son ricas en peces ( los visitantes pueden adquirir licencias de pesca ); Las especies que se encuentran aquí incluyen la trucha marrón, la lota, el tímalo, el salvelino la perca y el lucio. La reserva natural contiene toda la población de bueyes almizcleros silvestres de Suecia.  Este pequeño rebaño (en 2010 totalizó siete animales) tiene sus orígenes en animales que fueron introducidos a Noruega desde Groenlandia a mediados del siglo XX. En 1971, algunos de estos animales cruzaron la frontera hacia Suecia. La reserva natural también se utiliza como pasto para los renos.

## Flora
La flora es menos diversa; la tierra estéril está dominada por especies como el pino silvestre, el arándano rojo, el arándano y el liquen lobo. 

## Lugares históricos
Dentro de la reserva natural, hay varios restos de actividades humanas anteriores. Estos incluyen pozos para atrapar renos de edad desconocida, así como asentamientos y tumbas que datan de la Edad de Piedra.